# 菓林站
菓林站是桃園捷運綠線（興建中）的一座車站，位於臺灣桃園市大園區，預計在2026年通車。

## 車站概要
本站為高架車站，位於大園（菓林）都市計畫區內、三民路二段與坑菓路口附近。車站代碼為G15a。

## 車站週邊
- 桃園市大園區菓林國民小學

## 歷史
- 2018年10月17日：包含本站工程在內的綠線GC01標北段（G13-G14、G31-G32）土建統包工程開工。[2]

### 預定時程
- 2026年：藝文特區－坑口啟用

## 鄰近車站
未來營運模式